# Taxa (sèrie de televisió)
Taxa és una sèrie de televisió danesa de 56 episodis, escrita per Stig Thorsboe i produïda per Rumle Hammerich per a Danmarks Radio. La sèrie va ser un èxit des del començament, el 14 de setembre de 1997, a DR1. Es va emetre durant el període 1997-1999 durant un total de cinc temporades. Taxa també es va projectar a Suècia a SVT1. Fou guardonada amb un dels Premis Ondas 1998.

## Argument
La sèrie gira al voltant d'un petit taxi central, CrownTaxi, a Copenhaguen. CrownTaxi té les seves pujades i baixades i en el transcurs de la sèrie, seguint els diferents conductors, l'operador de ràdio Lizzie i el cap Verner Boye-Larsen (John Hahn-Petersen). Tots tenen problemes tant amb els clients com amb la família i constantment amenacen al vilà del programa, Hermann de la firma de taxis competidora, City Car, que vol fer-se càrrec de CrownTaxi.

## Repartiment
- Pernille Højmark com a Lotte Nielsen
- Zlatko Buric com a Meho Selimoviz
- Pia Vieth com a Birgit Boye-Larsen
- Jesper Lohmann com a Finn Johansen
- Leif Sylvester com a Tom Lund
- Peter Gantzler com a Mike Engholm
- John Hahn-Petersen com a Verner Boye-Larsen
- Margrethe Koytu com a Lizzie Boye-Larsen
- Anders W. Berthelsen com a René Boye-Larsen
- Peter Mygind com a Andreas Lund-Andersen
- Helene Egelund com a Gitte
- Trine Dyrholm com a Stine Jensen
- Laura Christensen com a Fie Nielsen
- Torben Jensen com a Herman
- Ann Eleonora Jørgensen com a Nina Boye-Larsen
- Jens Jørn Spottag com a Peter
- Caroline Drasbæk com a Mai
- Lars Knutzon com a Bentzon
- Claus Bue com a Kurt
- Tammi Øst com a Dr. Mette Sandbæk
- Vibeke Ankjær com a Louise Hald
- Søren Spanning com a Claus Skovgaard
- Solbjørg Højfeldt com a Eva Henningsen
- Sidse Babett Knudsen com a Milla